# Campeonato Mundial de Grappling 2018
El Campeonato Mundial de Grappling 2018 (World Championship Grappling) se celebró en Astaná (Kazajistán) entre el entre el 6 y el 9 de septiembre bajo la organización del World Grappling Committee United World Wrestling (UWW) y la Kazakhstan Grappling Association
Las competiciones se realizaron en el Sports complex "Daulet" de la capital de Kazajistán.
En el medallero, ocuparon las tres primeras plazas los países de Rusia, Polonia y Kazajistán, en grappling gi, y los países de Rusia, Ucrania e Italia, en grappling no gi.

## Países participantes
| N.º | País           |
| --- | -------------- |
| 1   | Azerbaiyán     |
| 2   | Bielorrusia    |
| 3   | Brasil         |
| 4   | España         |
| 5   | Estados Unidos |
| 6   | Filipinas      |
| 7   | Francia        |
| 8   | Georgia        |
| 9   | Hungría        |
| 10  | India          |
| 11  | Israel         |
| 12  | Italia         |
| 13  | Japón          |
| 14  | Kazajistán     |
| 15  | Kirguistán     |
| 16  | Lituania       |
| 17  | Moldavia       |
| 18  | Pakistán       |
| 19  | Polonia        |
| 20  | Rumania        |
| 21  | Rusia          |
| 22  | Tayikistán     |
| 23  | Turkmenistán   |
| 24  | Ucrania        |
| 25  | Uzbekistán     |

## Medallistas

### Grapping GI masculino
| Evento  | Oro                                   | Plata                             | Bronce                                                            |
| ------- | ------------------------------------- | --------------------------------- | ----------------------------------------------------------------- |
| 62 kg   | Joao Ricardo Bordignon Miyao · Brasil | Dmytro Baranov · Ucrania          | Ueda Naoki · Japón · Temeev Magomedbek · Rusia                    |
| 66 kg   | Hounza Brice Francia                  | Jusup Uulu Toktorbay · Kirguistán | Orazali Aibar · Kazajistán · Alroy Tomer · Israel                 |
| 71 kg   | Alibekov Gadzhimurad · Rusia          | Karipzhanov Daniyar · Kazajistán  | Denys Semeniuk · Ucrania · Cristian Iulian Iorga · Rumania        |
| 77 kg   | Yusef Kaddur · España                 | Rizvanov Rizvan · Rusia           | Rokas Narusvicius · Lituania · Baillot Mohamad · Francia          |
| 84 kg   | Umarov Magomed Khabib · Rusia         | Nedzi Pawel · Polonia             | Herman Horodetskyi · Ucrania · Annabi Abdelalil · Francia         |
| 92 kg   | Shapiev Arsen · Rusia                 | Carlos Soto Estados Unidos        | Baginski Piotr · Polonia · Albakov Abu-Bakir · Kazajistán         |
| 100 kg  | Umarov Isa · Rusia                    | Slesarenko Evaenii · Kirguistán   | Juan Francisco Betancor Moreno · España · Andrii Jaleta · Ucrania |
| +100 kg | Abdulaev Ruslan · Rusia               | Vincent Mancuso Estados Unidos    | Nurbek Ismailov · Kirguistán · Frezza Alessandro · Italia         |

### Grappling GI femenino
| Evento | Oro                               | Plata                              | Bronce                                                   |
| ------ | --------------------------------- | ---------------------------------- | -------------------------------------------------------- |
| 53 kg  | Abilkadyrova Aigerim · Kazajistán | Augustyn-Mitkowska Anna · Polonia  | Svitlana Skrypnyk · Ucrania · Naiomi Matthews · España   |
| 58 kg  | Szawernowska Zofia · Polonia      | Kulyntay Fariza · Kazajistán       | Minerva Montero · España · Cariani Barbara · Italia      |
| 64 kg  | Pniak Sandra · Polonia            | Toupet Anne Francia                | Tetiana Hrynko · Ucrania · Gromova Irina · Rusia         |
| 71 kg  | Anufrieva Rimma · Rusia           | Mungai Irene · Italia              | Berikbolova Gulnur · Kazajistán · Olena Sushko · Ucrania |
| +71 kg | Halyna Kovalska · Ucrania         | Zaszczudlowicz Magdalena · Polonia | Shorokhova Iana · Rusia · Barre Chloe · Francia          |

### Grappling No Gi masculino
| Evento  | Oro                                   | Plata                            | Bronce                                                          |
| ------- | ------------------------------------- | -------------------------------- | --------------------------------------------------------------- |
| 62 kg   | Joao Ricardo Bordignon Miyao · Brasil | Iasaev Akhned · Rusia            | Nathaniel Vince Ortiz Filipinas Kalin Goodsite Estados Unidos   |
| 66 kg   | Ibragimov Gairbeg · Ucrania           | Alroy Tomer Israel               | Erkul uulu Manasbek · Kirguistán · Iurii Cherkaliuk · Ucrania   |
| 71 kg   | Zainalkhanov Ainutdin · Rusia         | Witkowski Jakub · Polonia        | Cristian Iulian Iorga · Rumania · Usenov Bakbengen · Kazajistán |
| 77 kg   | Dmytro Netkachev · Ucrania            | Steven Ramos · Kazajistán        | Emanoelly Omer · Israel · Bakytov Azamat · Kirguistán           |
| 84 kg   | Magomedov Shamil · Rusia              | Baysultanov Yusup Francia        | Herman Horodetskyi · Ucrania · Skibinski Daniel · Polonia       |
| 92 kg   | Gudanatov Abu · Rusia                 | Omurzakov Beksultan · Kirguistán | Serkibayev Igilik · Kazajistán · Yaroslav Isichko · Ucrania     |
| 100 kg  | Bilarov Abdurahman · Rusia            | Uminski Kamil · Polonia          | Fontes Alexis · Francia · Andrii Haleta · Ucrania               |
| +100 kg | Stambulov Hamzat · Rusia              | Viktor Mateiko · Ucrania         | Denis Sokol · Lituania · Travis Clark · Estados Unidos          |

### Grappling No Gi femenino
| Evento | Oro                      | Plata                       | Bronce                                                           |
| ------ | ------------------------ | --------------------------- | ---------------------------------------------------------------- |
| 53 kg  | Naiomi Matthews · España | Svitlana Skrypnyk · Ucrania | Tonelli Anatastasia · Italia · Augustyn-Mitkowska Anna · Polonia |
| 58 kg  | Cariani Barbara · Italia | Vladimirova Olga · Rusia    | Zygmunt Weronika · Polonia · Kateryna Shakalova · Ucrania        |
| 64 kg  | Gromova Irina · Rusia    | Pavese Ingrid · Italia      | Uzgenbaeva Barchynai · Kirguistán · Tetiana Hrynko · Ucrania     |
| 71 kg  | Anufrieva Rimma · Rusia  | Mungai Irene · Italia       | Olena Sushko · Ucrania · Sagindykova Kundias · Kazajistán        |
| +71 kg | Nikolaeva Daria · Rusia  | Halyna Kovalska · Ucrania   | Bare Chloe · Francia · Zaszczudlowicz Magdalena · Polonia        |

## Medallero Grappling-Gi
| Núm. | País           | Oro | Plata | Bronce | Total |
| ---- | -------------- | --- | ----- | ------ | ----- |
| 1    | Rusia          | 6   | 1     | 3      | 10    |
| 2    | Polonia        | 2   | 3     | 1      | 6     |
| 3    | Kazajistán     | 1   | 2     | 3      | 6     |
| 4    | Ucrania        | 1   | 1     | 6      | 8     |
| 5    | Francia        | 1   | 1     | 3      | 5     |
| 6    | España         | 1   | 0     | 3      | 4     |
| 7    | Kirguistán     | 0   | 2     | 1      | 3     |
| 8    | Estados Unidos | 0   | 2     | 0      | 2     |
| 9    | Brasil         | 1   | 0     | 0      | 1     |
| 10   | Italia         | 0   | 1     | 2      | 3     |
| 11   | Rumania        | 0   | 0     | 1      | 1     |
| 12   | Israel         | 0   | 0     | 1      | 1     |
| 13   | Japón          | 0   | 0     | 1      | 1     |
| '14  | Lituania       | 0   | 0     | 1      | 1     |
| 15   | Azerbaiyán     | 0   | 0     | 0      | 0     |
| 16   | Pakistán       | 0   | 0     | 0      | 0     |
| 17   | Filipinas      | 0   | 0     | 0      | 0     |
| 18   | Uzbekistán     | 0   | 0     | 0      | 0     |
| 19   | Hungría        | 0   | 0     | 0      | 0     |
|      | TOTAL          | 13  | 13    | 26     | 52    |

## Medallero Grappling
| Núm. | País           | Oro | Plata | Bronce | Total |
| ---- | -------------- | --- | ----- | ------ | ----- |
| 1    | Rusia          | 9   | 2     | 0      | 11    |
| 2    | Ucrania        | 1   | 3     | 7      | 11    |
| 3    | Italia         | 1   | 2     | 1      | 4     |
| 4    | Polonia        | 0   | 2     | 4      | 6     |
| 5    | Kirguistán     | 0   | 1     | 3      | 4     |
| 6    | España         | 1   | 0     | 0      | 1     |
| 7    | Brasil         | 1   | 0     | 0      | 1     |
| 8    | Estados Unidos | 0   | 1     | 2      | 3     |
| 9    | Francia        | 0   | 1     | 2      | 3     |
| 10   | Israel         | 0   | 1     | 1      | 2     |
| 11   | Kazajistán     | 0   | 0     | 3      | 3     |
| 12   | Rumania        | 0   | 0     | 1      | 1     |
| 13   | Lituania       | 0   | 0     | 1      | 1     |
| 14   | Filipinas      | 0   | 0     | 1      | 1     |
| 15   | Japón          | 0   | 0     | 0      | 0     |
| 16   | Uzbekistán     | 0   | 0     | 0      | 0     |
| 17   | Bielorrusia    | 0   | 0     | 0      | 0     |
| 18   | Azerbaiyán     | 0   | 0     | 0      | 0     |
| 19   | Hungría        | 0   | 0     | 0      | 0     |
| 19   | Pakistán       | 0   | 0     | 0      | 0     |
| 19   | Georgia        | 0   | 0     | 0      | 0     |
| 19   | Moldavia       | 0   | 0     | 0      | 0     |
|      | TOTAL          | 13  | 13    | 26     | 52    |